# Classe Magdeburg
La classe Magdeburg est une classe de croiseurs légers construit pour la Kaiserliche Marine peu avant le début des années 1910. Quatre navires, le SMS Magdeburg, Breslau, Strassburg et Stralsund, furent conçus par les chantiers navals AG Weser, AG Vulcan et Kaiserliche Werft des villes de Brême, Stettin et Wilhelmshaven.

## Conception
La conception de la classe a été dessinée en 1908–1909. Elle marquait un tout nouveau jalon dans la conception des croiseurs Allemands : nettement plus grands que la classe Kolberg, ils concentraient en outre un panel d'améliorations considérables. Ils furent les premiers à disposer d'une ceinture en nickel courant sur 80% de la ligne de flottaison, et soudée à la coque elle-même, comme partie intégrante de sa structure. La coque était montée un utilisant une technique de cadres longitudinaux, et l’hydrodynamique avait été retravaillée de manière intensive. L'abandon du gaillard d'arrière était d'autre part une nécessité pour donner à ces bâtiments une capacité de mouiller des mines. Toutes ces nouvelles caractéristiques, dont le développement avait retardé la construction de trois à quatre ans, allait équiper la totalité des classes ultérieures de croiseurs allemands.

### Caractéristiques générales
Les navires avaient une longueur de flottaison de 136 mètres et une longueur hors-tout de 138,70 mètres, un faisceau de 13,50 mètres et un tirant d'eau de 4,40 mètres à la proue et 5,16 mètres à la poupe. Ils déplaçaient 4 570 tonnes en charge nominale et 5 587 tonnes à pleine charge. Leurs coques ont été construites avec des armatures en acier longitudinales. La coque des Magdeburg, Strassburg et Stralsund ont été divisées en quatorze compartiments étanches et celle du Breslau en seize compartiments. Elles incorporaient un double fond qui s'étendait sur 45% de la longueur de la quille.

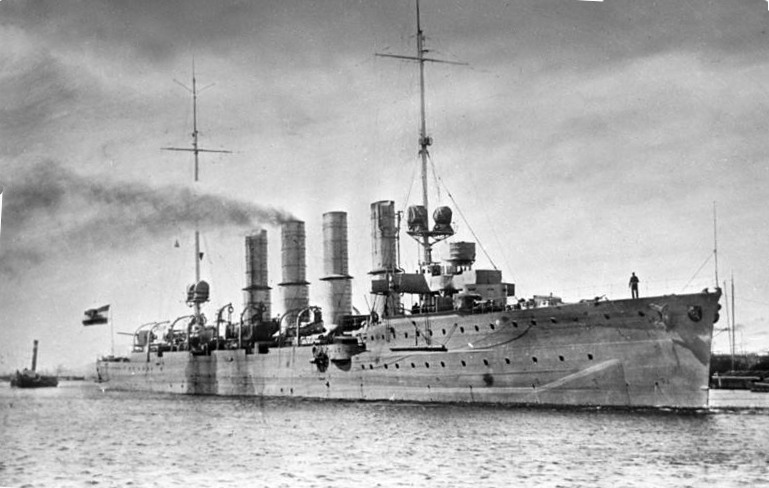
Le Breslau en 1912.

L'équipage comprenait 18 officiers et 336 hommes d'équipage. Ils embarquaient plusieurs navires plus petits, dont un navire piquet, une barge, un cotre, deux yawls et deux dinghy.
Ils étaient très manœuvrables et avaient un rayon de braquage serré, perdant jusqu'à 60% de leur vitesse dans un virage. D'une tendance naturelle à lofer même pendant une petite houle, les navires étaient considérés comme ardents. La direction était contrôlée par un seul gouvernail. Leur hauteur métacentrique transversale était de 0,79 mètre.

### Machinerie
Chaque navire disposait d'un système de turbines à vapeur différents ; elles étaient construites par différents fabricants afin d'évaluer chaque conception et configuration. Les trois turbines (produit par Bergmann) du Magdeburg entraînaient trois hélices à trois pales d'un diamètre de 2,75 m. Le Breslau était équipé d'une paire de turbines AEG Vulcan, actionnant quatre hélices à trois pales de 2,47 m de diamètre. Le Strassburg avait une paire de turbines de type Marine entraînant deux hélices de 3,40 m. Le Stralsund possédait initialement trois turbines Bergmann avec trois hélices de 2,75 m, bien qu’à la fin de la guerre, l’arbre central ait été enlevé.
Les turbines étaient alimentées par seize chaudières à tubes d’eau (11 selon une autre source,) de type Marine alimentées au charbon, bien qu’elles aient ensuite été modifiées afin d'utiliser du mazout pulvérisé sur le charbon pour augmenter son taux de combustion. Celles-ci étaient divisées en cinq chaufferies sur la ligne médiane. Les navires embarquaient 106 tonnes de mazout et 1 200 tonnes de charbon au maximum. Sa puissance était de 25 000 chevaux-vapeur (19 000 kW) produisant une vitesse de pointe de 27,5 nœuds (50,9 km/h), et une autonomie de 5 820 milles marins (10 800 km) à 12 nœuds (22 km/h) et 900 milles marins (1 700 km) à 25 nœuds (46 km/h). Lors des essais (en charge légère), les quatre navires ont dépassé cette vitesse d'au moins un demi-nœud (évaluée à 28,2 nœuds (52 km/h)). Les Magdeburg, Strassburg et Stralsund avaient chacun quatre turbo-générateurs d’une puissance totale de 320 kW (430 ch), à 220 volts ; le Breslau n'avait que deux générateurs.

### Armement

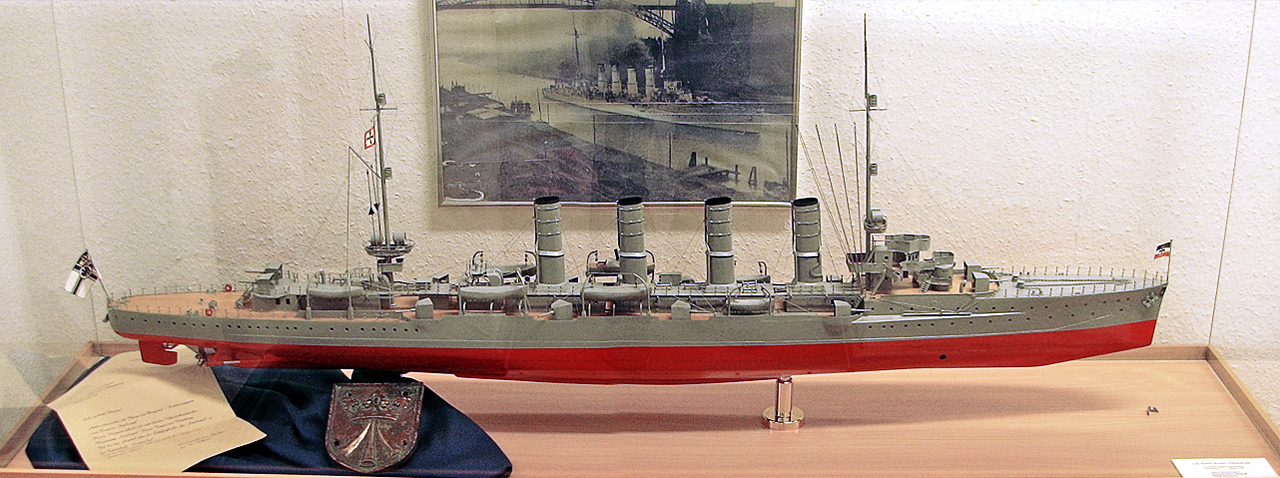
Maquette d'un croiseur de la classe Magdeburg exposé dans le Marinemuseum à Dänholm.

Leur armement principal comprenait 12 canons simples de 105 mm SK L/45 montés sur un socle ; deux étaient placés côte à côte en avant sur le gaillard, huit au milieu du navire (quatre de chaque côté), et deux en tourelles superposées à l'arrière. Ces canons tiraient un obus de 17 kg à une vitesse à la bouche de 710 mètres par seconde. Leurs cadences étaient de 15 obus/min. Les canons avaient une altitude maximale de 30 degrés, ce qui leur permettait d'engager des cibles jusqu'à 12 700 mètres. Ils disposaient de 1 800 cartouches de munitions, pour 150 obus par canon. Les navires comprenaient également 2 tubes lance-torpilles (immergés dans la quille) de 500 mm (19,7 poucess), embarquant 5 torpilles de 500 mm G7 stockées dans la coque du côté de la bordée. D'une charge de 195 kg, leur portée étaient de 4 000 mètres à 37 nœuds (68,5 km/h) et 9 300 mètres à 27 nœuds (50 km/h). Les navires de la classe emportaient à bord jusqu'à 120 mines marine.
Au cours de leur carrière, l'armement de tous les navires a été amélioré, à l'exception du Magdeburg. En 1915-16, le Strassburg et le Stralsund furent réarmés avec 7 pièces de 150 mm SK L/45, 2 de 88 mm SK L/45 AA et deux tubes lance-torpilles supplémentaires de 500 mm sur le pont. Le Stralsund a été modifiée de la même manière, bien que ses tubes lance-torpilles immergés aient été retirés lors des modifications. Le Breslau fut lui réarmé avec deux pièces de 150 mm en 1916 et 8 en 1917. Ces canons tiraient un obus de 45 kg à une vitesse à la bouche de 835 mètres par seconde. Leurs cadences étaient de 4,5 obus/min. Ils avaient une altitude maximale de 30 degrés, ce qui leur permettait d'engager des cibles jusqu'à 17 600 mètres. Les canons antiaériens de 88 mm tiraient des obus de 10 kg à une vitesse à la bouche de 765 m/s, pour une cadence de 15 obus/min. Leur portée était de 11 800 mètres à 45 degrés.

### Blindage
Leur blindage était réalisé en acier de type Krupp. Ils étaient protégé par une ceinture blindée de 60 mm (2,4 pouces). La ceinture était réduite à 18 mm à la proue. La poupe n'était pas blindée. Le pont était recouvert d'une plaque de blindage de 60 mm d'épaisseur à l'avant, de 40 mm au milieu et de 20 mm (0,79 pouce) à l'arrière. Le château avait des côtés de 100 mm (3,9 pouces) d'épaisseur et un toit de 20 mm d'épaisseur. Les traverses inclinée d’une épaisseur de 40 mm reliaient le pont au blindage de la ceinture. Le blindage des magasins était de 60 mm d'épaisseur. Le télémètre au sommet de la tourelle bénéficiait d'un placage d'acier de 30 mm (1,2 pouce). Des boucliers de 50 mm (2,0 pouce) d'épaisseur protégeaient les équipages des batteries de 105 mm ; ultérieurement 150 mm.

## Construction
Commandé sous le nom de contrat « Ersatz Bussard », le Magdeburg a été mis sur cale au chantier naval AG Weser de Brême en 1910. Il est lancé le 13 mai 1911 puis mis en service dans la Hochseeflotte le 20 août 1912. Sa construction aura coûté 8 058 000 marks.
Commandé sous le nom de contrat « Ersatz Falke », le Breslau a été mis sur cale au chantier naval AG Vulcan de Stettin en 1910. Lors de son lancement le 16 mai 1911, il est baptisé par le maire de la ville de Breslau, d'où est originaire son nom. Il a subi de nombreux travaux d’aménagement jusqu'à la mi-1912, avant son entrée en service dans la Hochseeflotte le 20 août 1912.
Commandé sous le nom de contrat « Ersatz Condor », le Strassburg a été mis sur cale au chantier naval Kaiserliche Werft de Wilhelmshaven en 1910. Il est lancé le 24 août 1911 puis mis en service dans la Hochseeflotte le 9 octobre 1912.
Commandé sous le nom de contrat « Ersatz Cormoran », le Stralsund a été mis sur cale au chantier naval AG Weser de Brême en 1910. Il est lancé le 4 octobre 1911 puis mis en service dans la Hochseeflotte le 10 décembre 1912.

## Historique

### Magdeburg

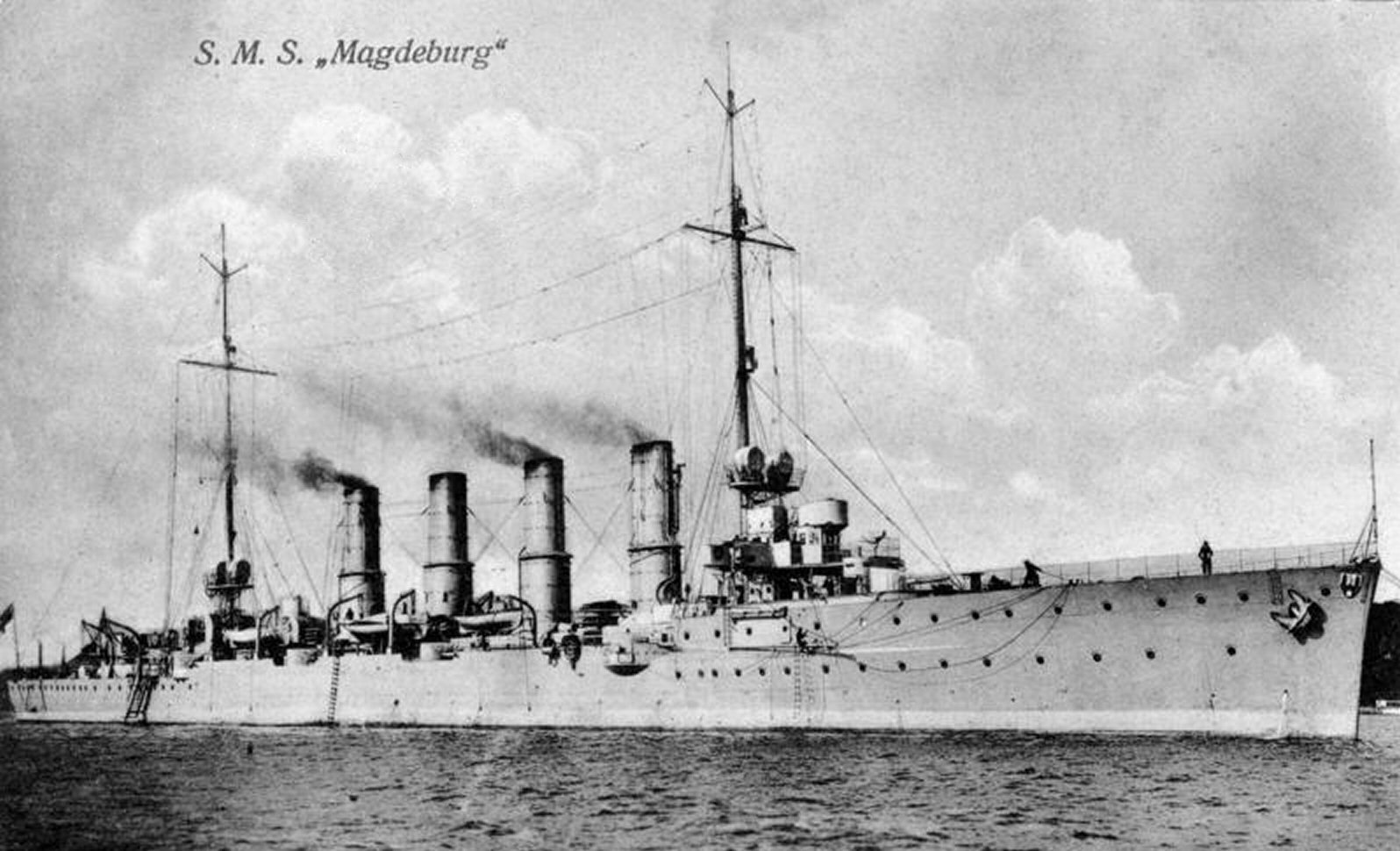
Le Magdeburg en 1911.

Le Magdeburg effectuait une sortie de minage en mer Baltique le 26 août 1914 lorsqu'il s'échoua sur un récif de l'île Odensholm et fut ensuite bombardé par un croiseur russe. Ce dernier fit prisonnier l'équipage et récupéra le livre de codes de la Hochseeflotte qui fut transmis à l'intelligence service britannique. Quinze membres d'équipage ont été tués dans ce bref engagement. L'épave a été détruite après la guerre.

### Breslau

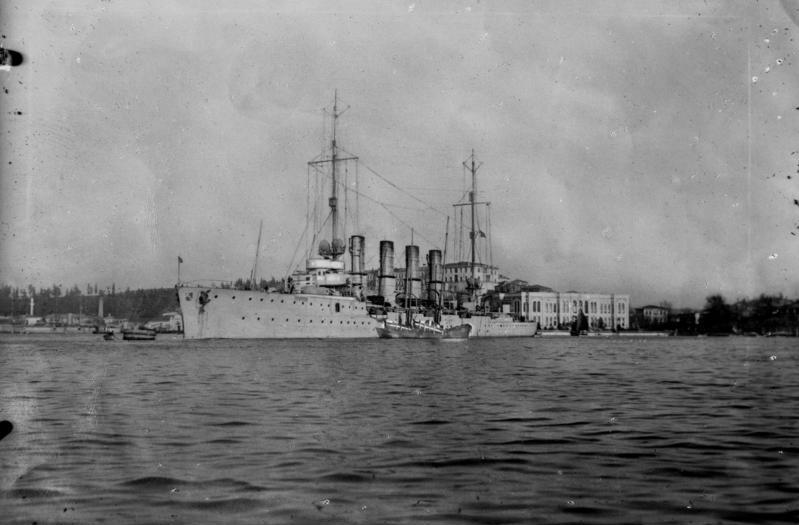
Le Breslau, battant pavillon turc sous le nom de Midilli.

Le Breslau de son côté était le matelot du Goeben, l'escadre de Méditerranée du contre-amiral Wilhelm Souchon durant les guerres des Balkans. Réfugié à Constantinople, il fut officiellement acquis par la marine Turque et devint le Midilli,. Il heurta une mine en 1915 et fut hors de service pendant un an et demi. Il sombra le 20 janvier 1918 durant la campagne du Caucase,, en heurtant des mines au large d'Imbros. La majorité de son équipage ont été tués dans le naufrage.

### Strassburg

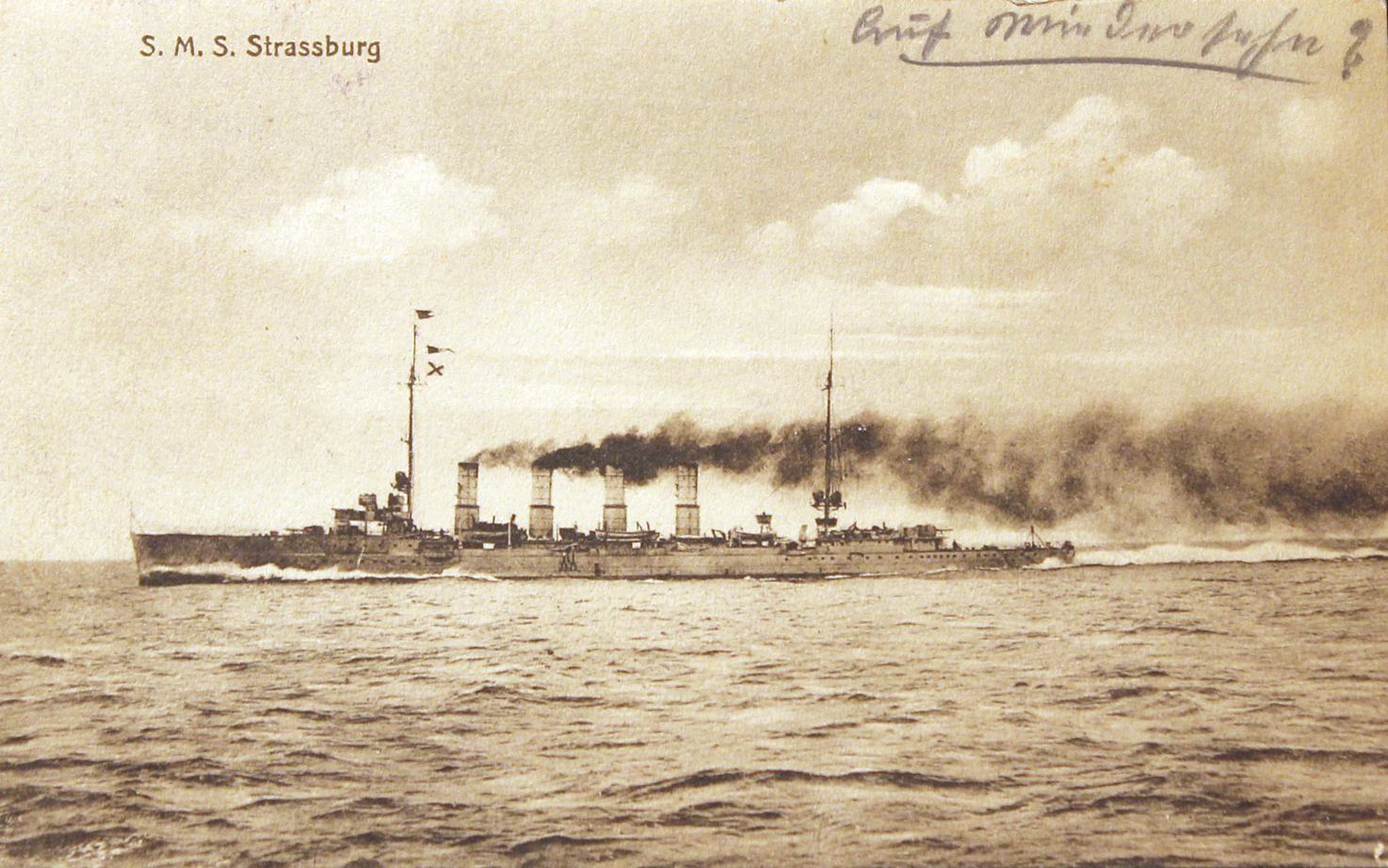
Le Strassburg naviguant à pleine vitesse.

Le Strassburg passa la première année de son service outre-mer, avant de rejoindre les forces de reconnaissance de la Hochseeflotte. Il assista à une action importante lors de la bataille de Heligoland en août 1914 et participa au raid sur Scarborough, Hartlepool et Whitby (en) en décembre 1914,. En 1916, le navire fut transféré dans la Baltique pour lutter contre la marine russe. Il participa à l'opération Albion dans le golfe de Riga en octobre 1917 et opéra dans l'écran des cuirassés König et Markgraf lors de la bataille du détroit de Muhu. Il retourna en mer du Nord au cours des dernières semaines de la guerre afin de préparer une ultime opération contre la Grand Fleet de la Royal Navy, qui fut finalement annulée en raison d'une mutinerie générale,.
Le navire servit brièvement dans la nouvelle Reichsmarine en 1919 avant d’être transféré en Italie en tant que prix de guerre. Il fut officiellement muté en juillet 1920 et renommée Taranto pour servir dans la marine italienne en tant que croiseur éclaireur. Il subit une refonte en 1936-37 pour de futures missions coloniales et des canons antiaériens lui sont installés. Il ne participe à aucune action significative durant le début de la Seconde Guerre mondiale. Lors de l'armistice qui a mis fin à la participation italienne dans la guerre, le bâtiment est sabordé par son équipage. Renfloué par les Allemands il est coulé par un bombardement allié en octobre 1943. Renfloué de nouveau, il est coulé par des bombardiers en septembre 1944. Il est mis à la ferraille en 1946-47.

### Stralsund

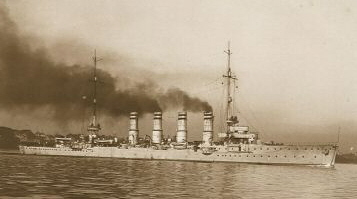
Le Stralsund en 1913.

Le Stralsund a été affecté aux forces de reconnaissance de la Hochseeflotte pendant la majeure partie de sa carrière. Il participa à plusieurs actions importantes au début de la Première Guerre mondiale, notamment plusieurs opérations au large des côtes britanniques et aux batailles de Heligoland et Dogger Bank en août 1914 et en novembre 1915,. Durant la bataille du Jutland, il fut en carénage au chantier naval. Après la fin de la guerre, il servit brièvement dans la Reichsmarine avant d'être livré aux Alliés. Cédé à la Marine française, il servit sous le nom de Mulhouse jusqu'en 1925. Il fut mis en réserve en 1933 et démoli deux ans plus tard.